# Strigoderma tucumana
Strigoderma tucumana är en skalbaggsart som beskrevs av Ohaus 1902. Strigoderma tucumana ingår i släktet Strigoderma och familjen Rutelidae. Inga underarter finns listade i Catalogue of Life.